# Vésztő
Vésztő város Békés vármegyében, a Szeghalmi járásban.

## Fekvése
Vésztő a vármegye északi részén található, közigazgatási területének határa északon a megyehatárral is azonos Sebes-Körös. Természetföldrajzi szempontból a Kis-Sárrét délnyugati peremén, a Körös menti sík szomszédságában fekszik.
Vésztő vasútállomás fontos csomópontja a környékbeli vasúti mellékvonalaknak. Saját fűtőházzal rendelkezik.
Szomszédai: Bélmegyer, Okány, Körösújfalu, Körösladány, Szeghalom és Újiráz.

### Megközelítése
Közúton Szeghalom és Gyula felől is a két várost összekötő 4234-es úton érhető el. Mezőberénnyel az előbbi útból a déli határszéle közelében kiágazó 4237-es út köti össze, Bélmegyeren keresztül. Körösújfaluval való közúti kapcsolatát a 4222-es út, Komádival a 4222-es illetve a 4223-as utak biztosítják, Okány felől pedig a 4235-ös úton érhető el.
Vonattal a MÁV 127-es számú Körösnagyharsány–Vésztő–Gyoma-vasútvonalán és a 128-as számú Kötegyán–Püspökladány-vasútvonalán közelíthető meg. (A két vasútvonal Vésztő és Szeghalom vasútállomás között közös nyomvonalon fut.) A vasútvonalak állomásainak viszonylatában Vésztő vasútállomás, a 127-es vonal tekintetében Szeghalom vasútállomás és a már megszűnt Kótpuszta megállóhely között, a 128-as vonal tekintetében pedig Okány vasútállomás és Szeghalom között helyezkedik el; fizikailag a város északi részén található, közúti elérését a 42 338-as számú mellékút biztosítja. Vésztő közigazgatási területén létezett amúgy Kótpuszta megállóhely is, a város keleti határszélén, az azonos nevű külterületi városrész északi peremén, közúti elérését a 42 337-as számú mellékút biztosította.

## Története
Vésztőt a legkorábbi írásos emlék 1350-ben említi először Vejzetheu (Vejszető) néven. Ez a terület azonban már Vésztő kialakulását jóval megelőzően is lakott volt, amire több, ásatásokkal alátámasztott bizonyíték van. A legfontosabb a mágori ikerhalom északi részében feltárt 6000 éves (neolitkor), s az azt követően egymásra települt emberi kultúrák maradványai. Az ikerhalom másikán a Vatához tartozó Csolt nemzetség létesített a 11–12. században monostort, amely feltárt, részben rekonstruált formában látható a Vésztő-Mágor Történelmi Emlékhelyen.
A szabályozatlan Sebes-Körös hatalmas kiterjedésű vízjárta elöntési területén található kiemelkedéseken települt meg itt az ember, s alkotott kisebb-nagyobb élőhelyeket. A megélhetési lehetőségeket szinte kizárólag a halászat adta, s az egyik halfogó eszköz neve volt a vejsze, amiből a település nevét származtatják.
Ezen kívül egyéb, tudományosan alá nem támasztott néveredet-elképzelések is léteznek:
Víztő: a Sebes-Körös régi medrében vezető nagyobb ér csatlakozása a folyóba, Vesztő: a tatárjárás alkalmával az itt élők állítólag kaszákat helyeztek volna a folyó medrébe, amely megakadályozta a tatárokat az átkelésben, s számukra volt vesztő(hely).
A török uralom alatt a település teljesen elnéptelenedett, s a Rákóczi-szabadságharc leverését követően, 1713-ban történt meg az újratelepítése a Bihar (ma Hajdú-Bihar) vármegyében lévő Bakonszegről. A betelepült lakosság megszervezte saját ellátását, vízimalmok létesültek a Sebes-Körösön, munkába álltak a helyi kézművesek, iparosok. A lakosság többsége református volt, templomukat 1782-83-ban építették fel, s 1825-ben bővítették. Vésztő 1871-ben nagyközségi státuszt kapott; a vasúti közlekedés 1881-ben indult meg.
Bartók Béla az első világháború alatt népdalgyűjtést végzett a nagyközségben. Itt jegyezte le többek között a később közismertté vált Megyen már a hajnalcsillag lefelé kezdetű népdalt, valamint Angoli Borbála balladáját, amit felhasznált a Tizenöt magyar parasztdal című kompozíciójában. Vésztői munkásságának emléktáblát állítottak, és a városi oktatási intézmények összevonása után róla nevezték el a város Bartók Béla Nevelési Központját.
1925 karácsony estéjén a Sebes-Körös jeges árvize zúdul a község északi részére, elpusztítva mintegy ezer lakást és tanyát. A katasztrófa sújtotta községben Horthy Miklós kormányzó is látogatást tesz. 1927-ben épül az első villanytelep, 1928-ban fejeződik be az első járdásítás program.
Az élénk agrárszocialista mozgalom jelenlétét jelzi, hogy 1943 februárjában itt tartották meg az I. Országos Földmunkás Kongresszust. A német megszállás alól 1944. október 6-án szabadul fel, és az élet újjászervezésére a vésztőiek egy kvázi-önálló, kommunista berendezkedésű városállamot alapítottak: a Rábai-féle Vésztői Köztársaság 1944. decemberétől 1945. február végéig tartott.
A második világháborút követő évtizedek történéseinek menete a megye legtöbb településéhez hasonlóan írható le, a gazdaság fejlődése, az infrastrukturális fejlesztések, a villanytelep, a víz-, gáz-, telefonhálózat kiépítéséig.
1982-ben fejeződtek be a mágor-pusztai ásatások. Az átadás után a történelmi emlékhely egyre látogatottabbá és ismertebbé válik, ma igen jelentős idegenforgalmi központ, itt található a népi írók szoborparkja, valamint ez az évenként megrendezésre kerülő Sárréti Piknik színhelye.
A település 2001. július 1-jén városi rangot kapott.

## Közélete

### Polgármesterei
- 1990–1992: Komáromi Gábor (független)[5][6]
- 1992–1994: Kaszai János (független)[7][8]
- 1994–1998: Kaszai János (FKgP–MSZP–SZDSZ)[9]
- 1998–2002: Kaszai János (független)[10]
- 2002–2006: Kaszai János (MSZP)[11]
- 2006–2010: Kaszai János (MSZP)[12]
- 2010–2014: Molnár Sándor (Vésztőért Egyesület)[13]
- 2014–2019: Molnár Sándor (Fidesz–KDNP)[14]
- 2019–2024: Karakas Anikó (független)[15]
- 2024– : Karakas Anikó (független)[1]

1992. szeptember 27-én időközi polgármester-választást tartottak a településen Komáromi Gábor lemondása miatt, aki távozását a képviselő-testület felé nyilvánított bizalmatlanságával indokolta.

## Népesség
A település népességének változása:
| Lakosok száma | 7039 | 6992 | 6855 | 6303 | 6268 | 6207 | 6087 |
|               | 2013 | 2014 | 2015 | 2021 | 2022 | 2023 | 2024 |

2001-ben a település lakosságának 95%-a magyar, 5%-a cigány nemzetiségűnek vallotta magát.
A 2011-es népszámlálás során a lakosok 88,1%-a magyarnak, 7% cigánynak, 0,8% németnek mondta magát (11,9% nem nyilatkozott; a kettős identitások miatt a végösszeg nagyobb lehet 100%-nál). A vallási megoszlás a következő volt: római katolikus 4,1%, református 32,4%, evangélikus 0,2%, görögkatolikus 0,2%, felekezeten kívüli 44,1% (17,2% nem nyilatkozott).
2022-ben a lakosság 92,6%-a vallotta magát magyarnak, 4,3% cigánynak, 0,8% németnek, 0,3% románnak, 0,1% bolgárnak, 0,1% szlováknak, 1,4% egyéb, nem hazai nemzetiségűnek (7,3% nem nyilatkozott; a kettős identitások miatt a végösszeg nagyobb lehet 100%-nál). Vallásuk szerint 28,2% volt református, 2,4% római katolikus, 1,8% egyéb keresztény, 0,6% egyéb katolikus, 0,2% evangélikus, 0,1% görög katolikus, 36,4% felekezeten kívüli (30,2% nem válaszolt).

## Nevezetes vésztőiek
- Baktay Patrícia (1952–2010) vésztői születésű textilművész, középiskolai tanár.
- Berke Loránd (1979–) vésztői születésű fekvenyomó, testépítő.
- Búza Barna (1910–2010) vésztői születésű éremművész, szobrász.
- Garabuczy Ágnes (1936–2020) vésztői születésű festőművész.
- Hollósi Gábor (1935–2012) anatómus, tankönyvszerző, a település szülötte.
- Horváthné Fazekas Erika (1958–) Rátz Tanár Úr-életműdíjas pedagógus.
- Kiss Bálint (1772–1853) református lelkész, történész, pedagógus, az MTA tagja, a település szülötte.
- Krajcsó Bence (1994–) zenész, citerás, a Népművészet Ifjú Mestere.
- Lakatos Menyhért (1926–2007) József Attila-díjas író, a település szülötte.
- Láng Ida (1889–1944) regényíró, publicista, költő, a település szülötte.
- Makkay János (1933–) vésztői születésű régész.
- Marton Lajos (1927–2012) vésztői születésű hidrogeológus.
- Metykó Gyula (1907–1992) vésztői születésű festő, grafikus.
- Mike István (1919–1986) vésztői születésű labdarúgó-játékvezető.
- Pardi Anna (1945–) költő, a település szülötte.
- Petrovay Tibor (1902–1964) vésztői születésű közgazdász, szakíró.
- Sinka István (1897–1969) költő, író, 1920-ban telepedett le Vésztőn.
- Steuss János, a Liliput Színház művésze
- Tarnai Katalin (1952–) vésztői születésű bemondó, szerkesztő, riporter, műsorvezető.

A vésztői Bartók Béla Nevelési és Általános Művelődési Központ három munkatársa is megkapta a Teleki Blanka-díjat:
- Lázárné Nagy Margit Katalin tanító, fejlesztő pedagógus (2010)
- Nyíri Károlyné tanár, munkaközösség-vezető (2011)
- Kara Istvánné óvodapedagógus, munkaközösség-vezető (2012)

## Nevezetességek, turistalátványosságok
- Mágor-puszta természetvédelmi terület és történelmi emlékhely:
  - Csolt-monostor: 11-12. századi romok. 
  - újkőkori múzeum
  - népi írók szoborparkja
- Sinka István egykori lakóháza
- Kiállítóhely és képtár (kiállítások: A népi írók; Sinka István; Metykó Gyula)
- Zsidó temető, kiemelkedő helyi történeti érték. Dr. Bán Edit orvosnő síremléke
- Világháború emlékmű (Novák István alkotása)
- Felszabadulási emlékmű (Kiss Nagy András, 1985)

## Képgaléria

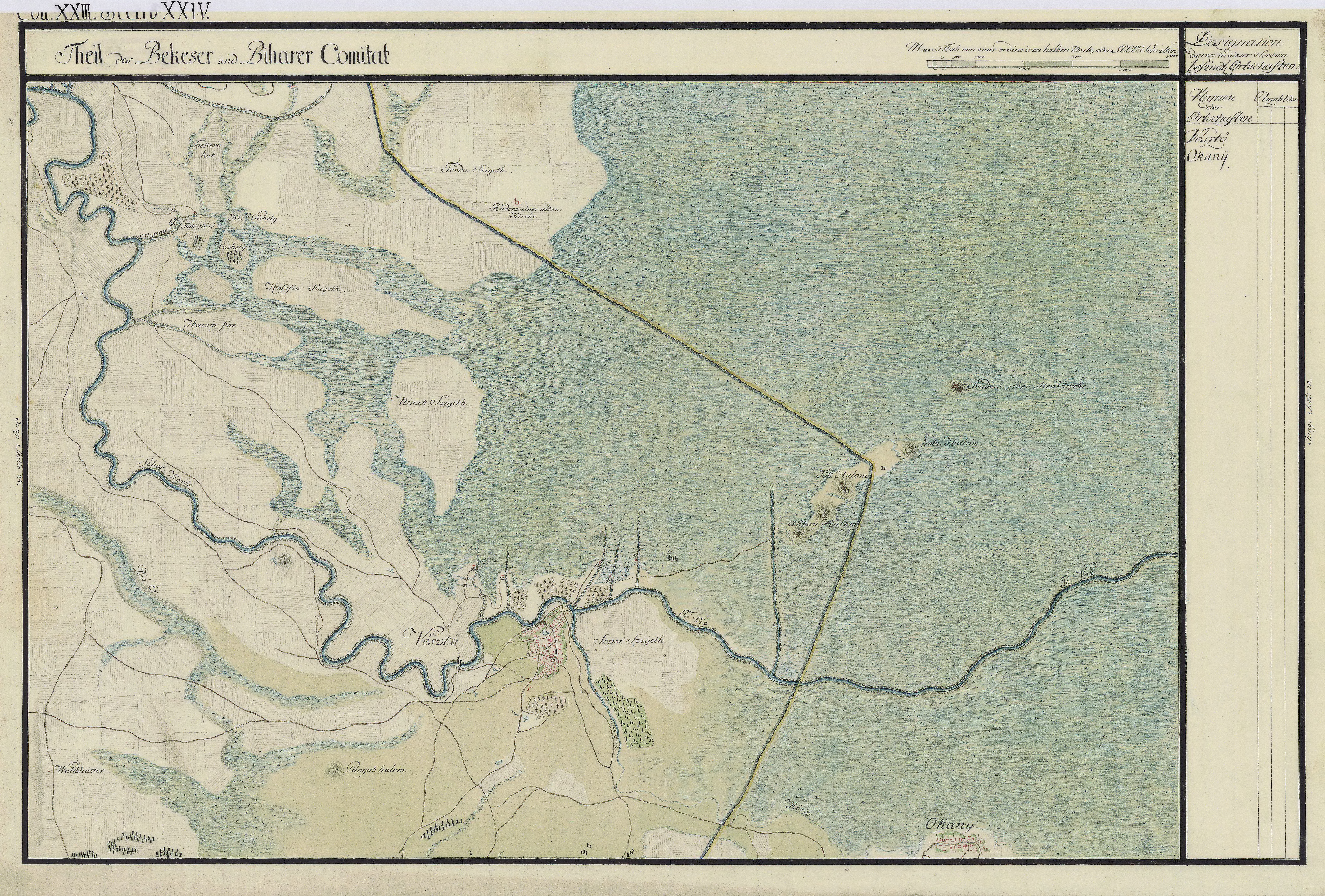
Vésztő egy 1782–1785-ben készült térképen
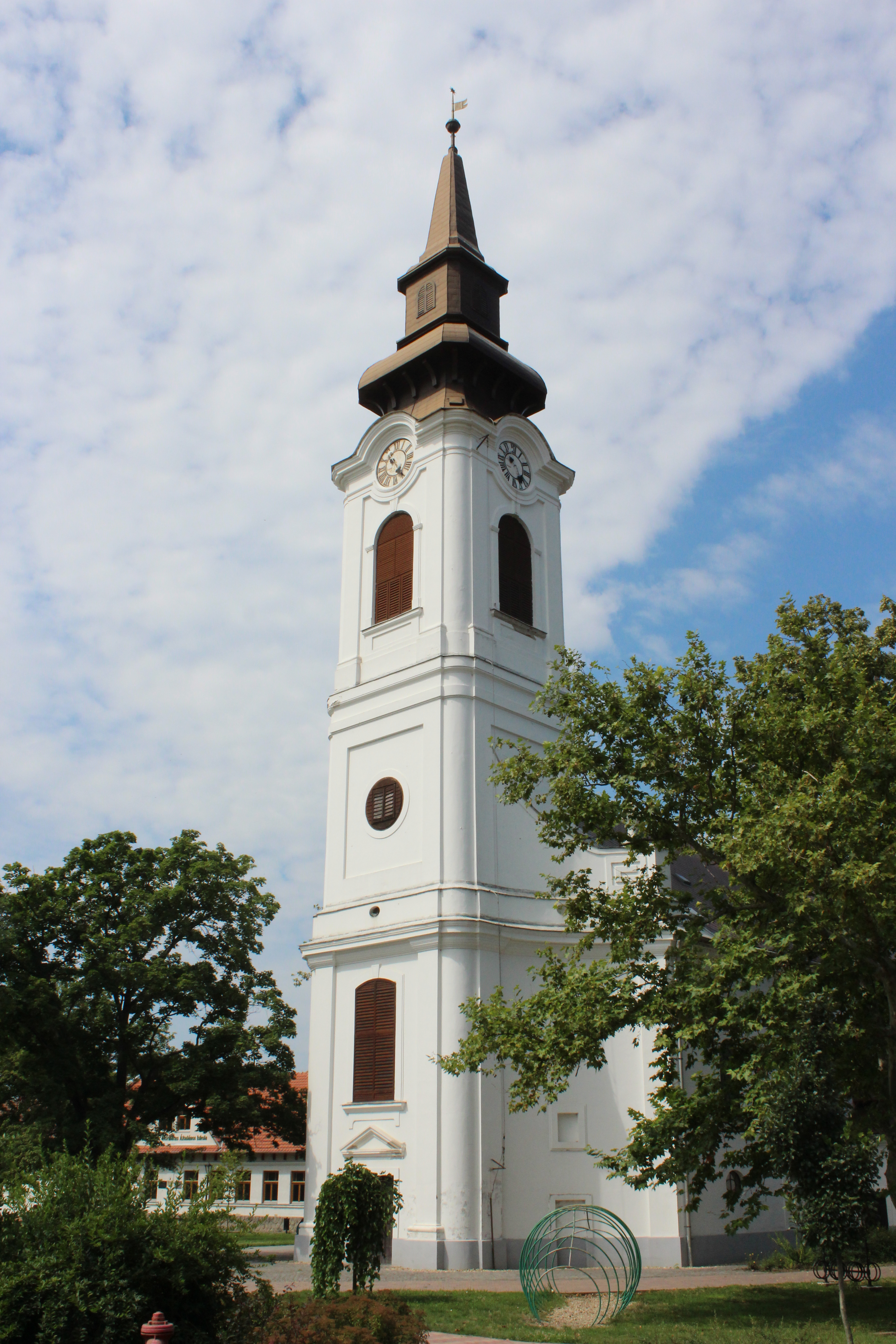
A református templom
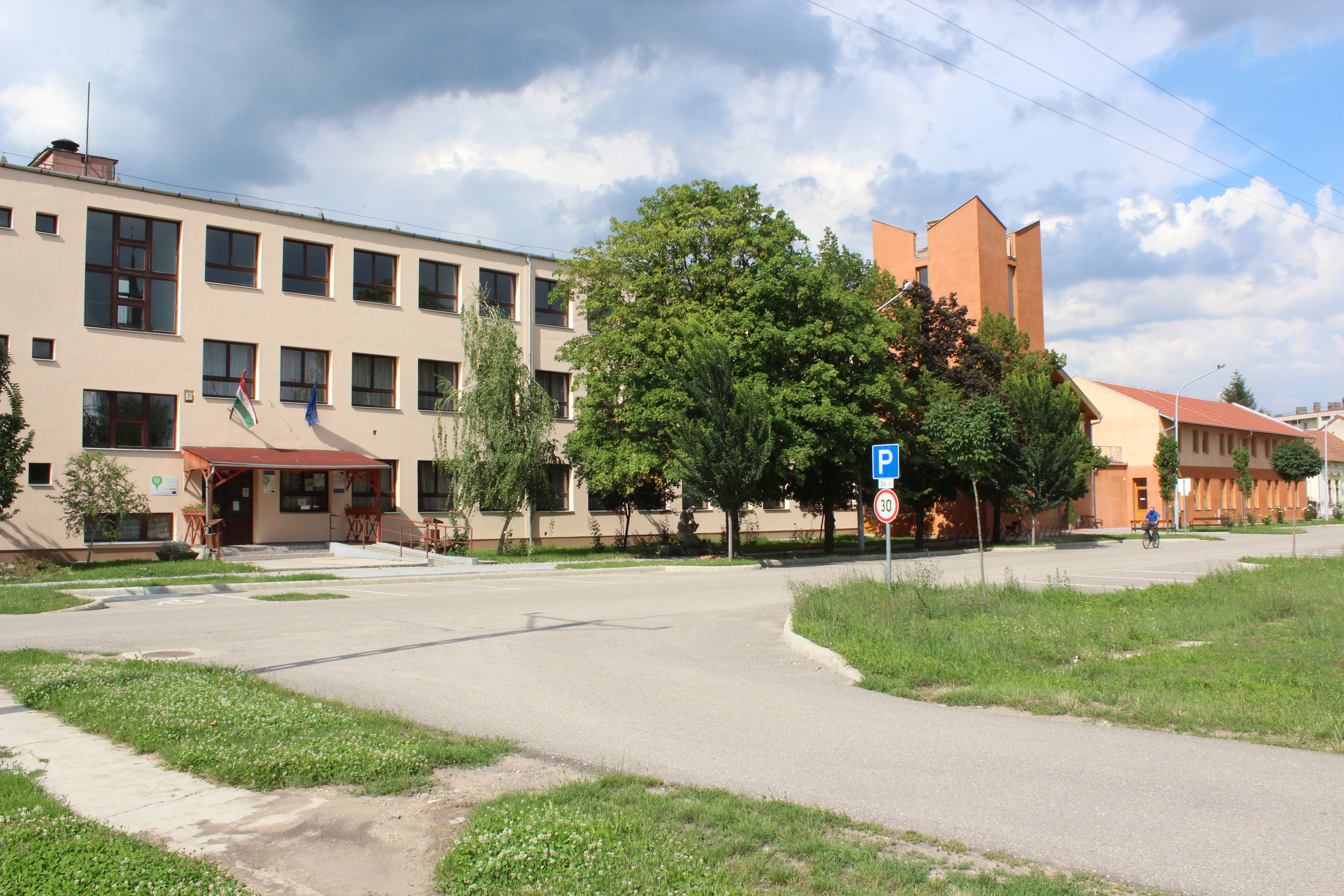
A Szabó Pál Általános Iskola
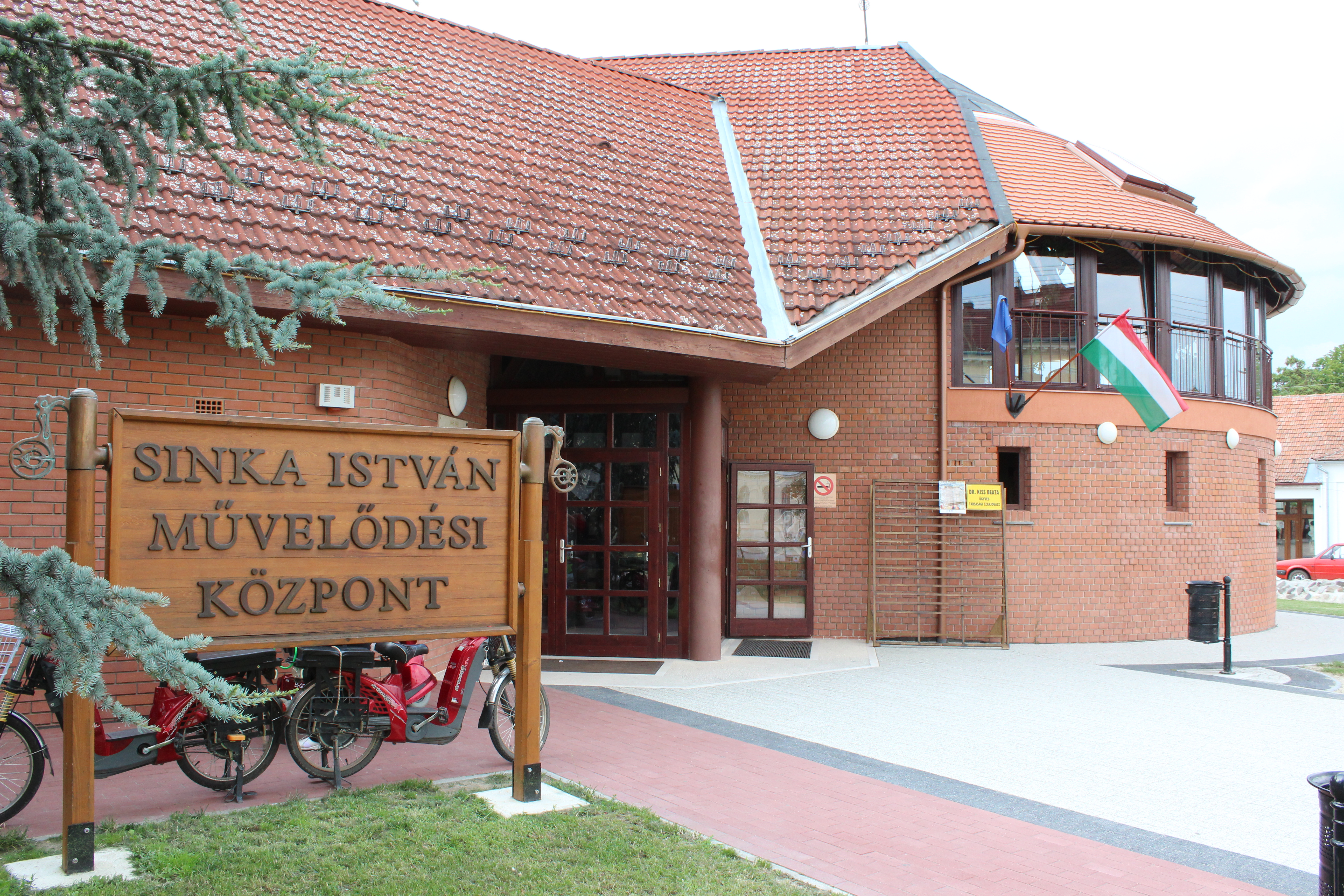
A művelődési ház
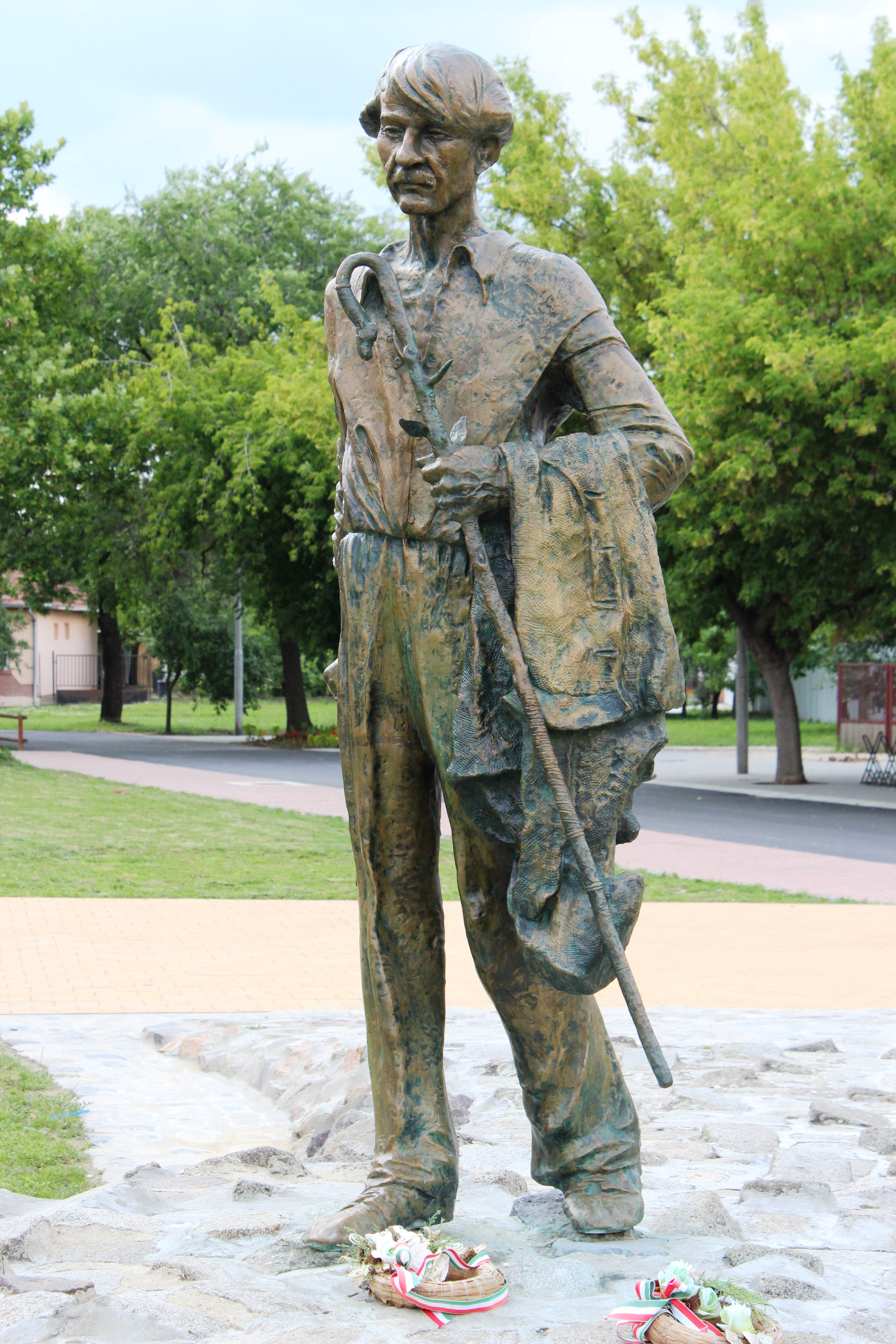
Sinka István szobra a művelődési ház előtt
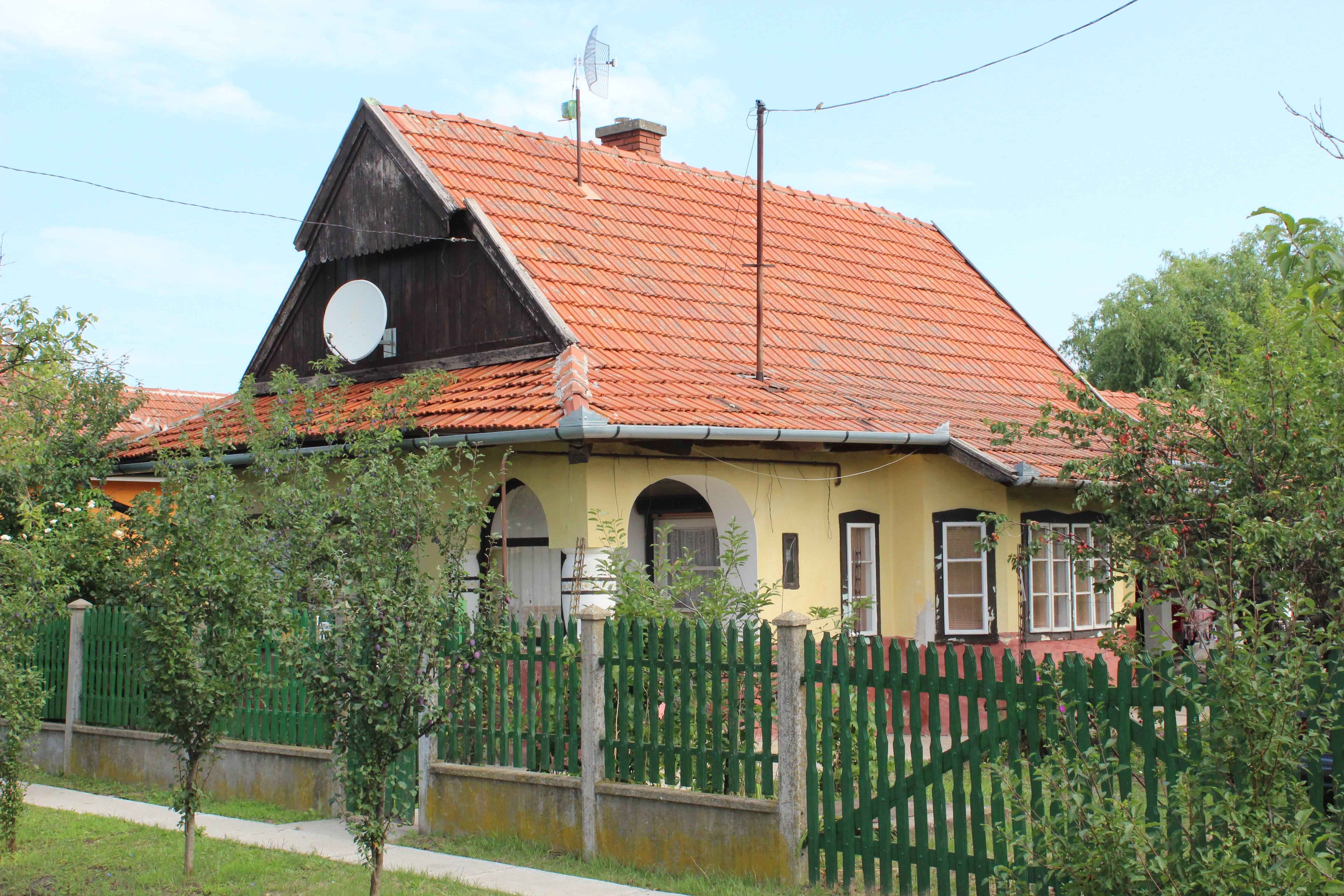
Sinka István egykori háza
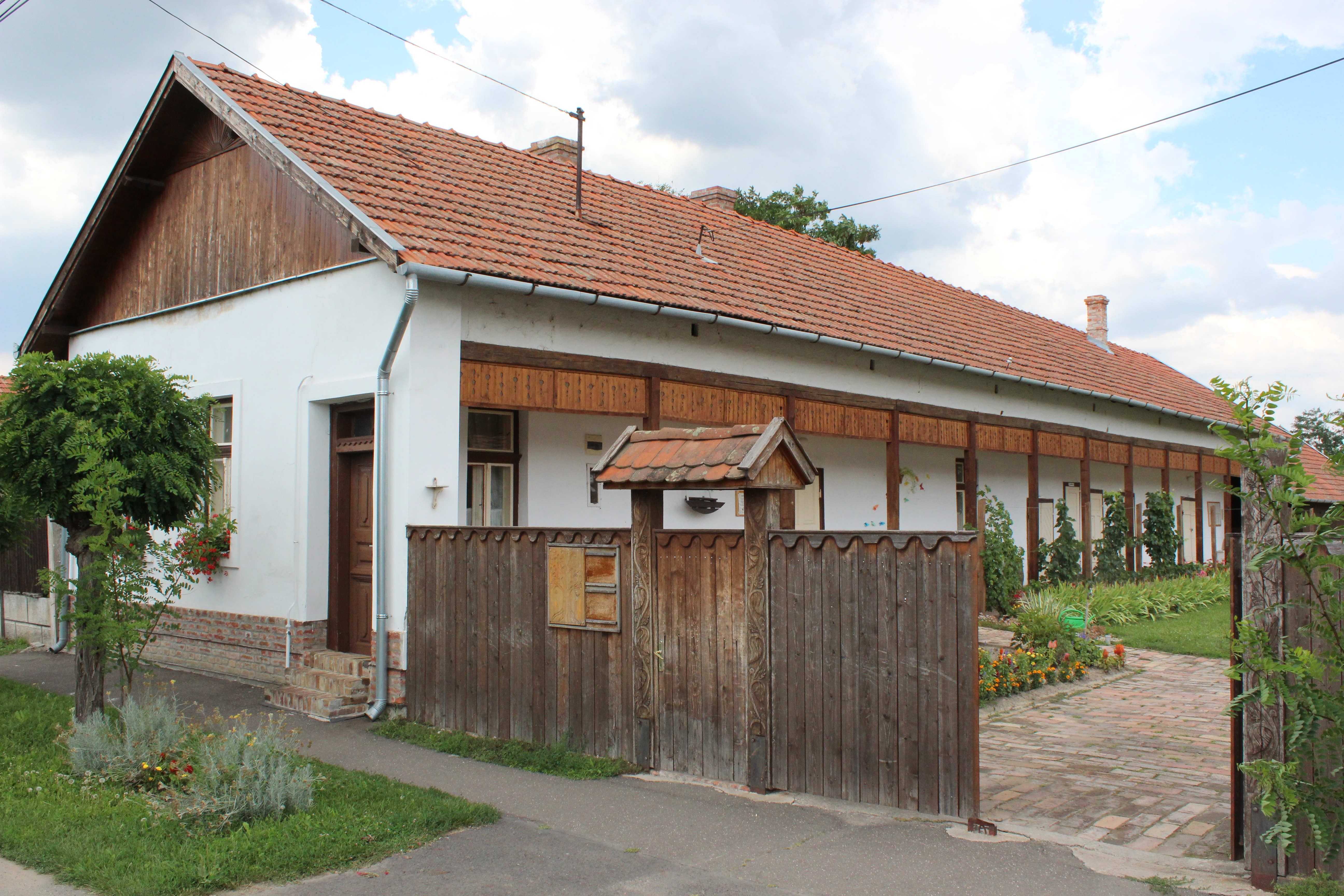
A Mesterségek Háza
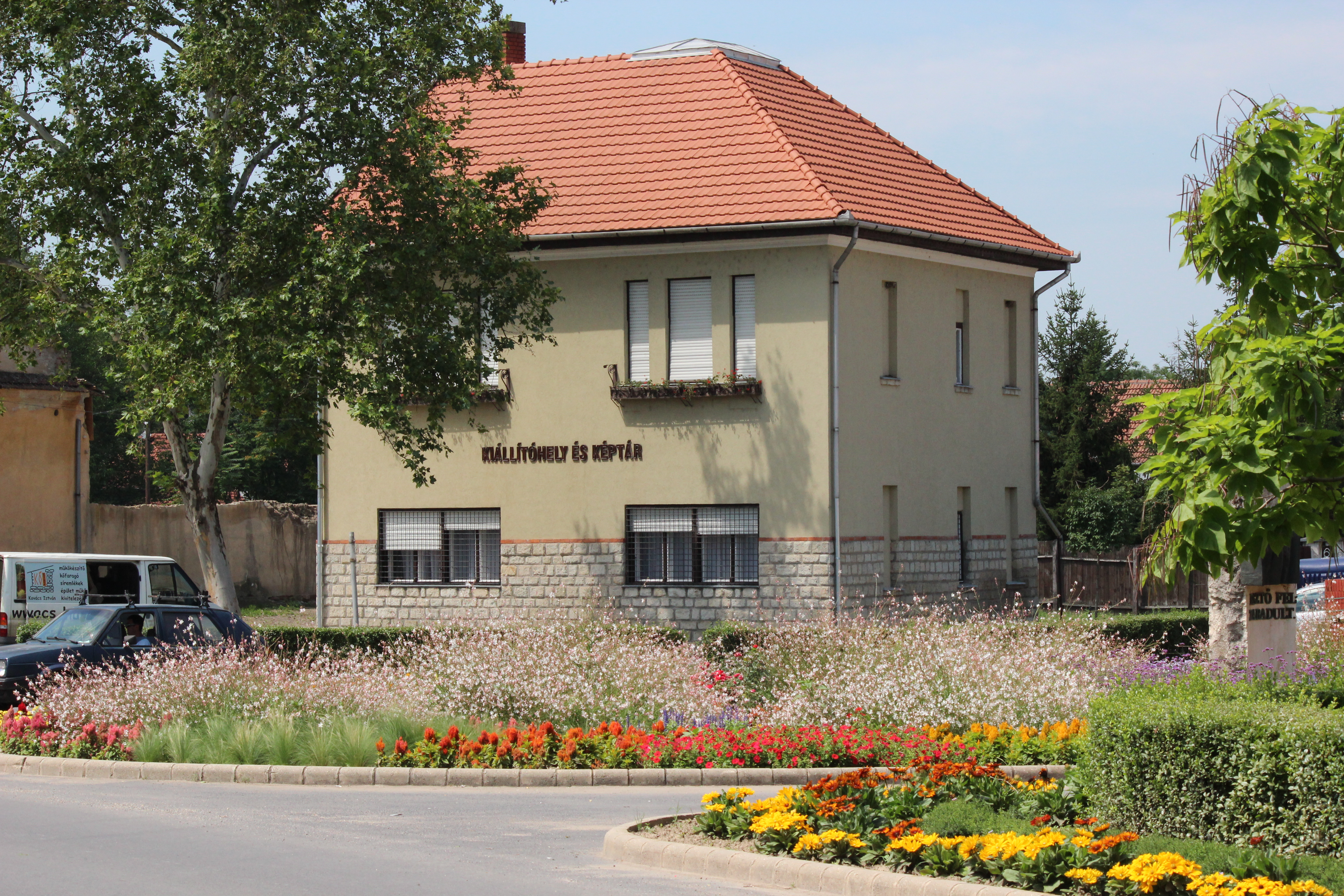
Kiállítóhely és képtár
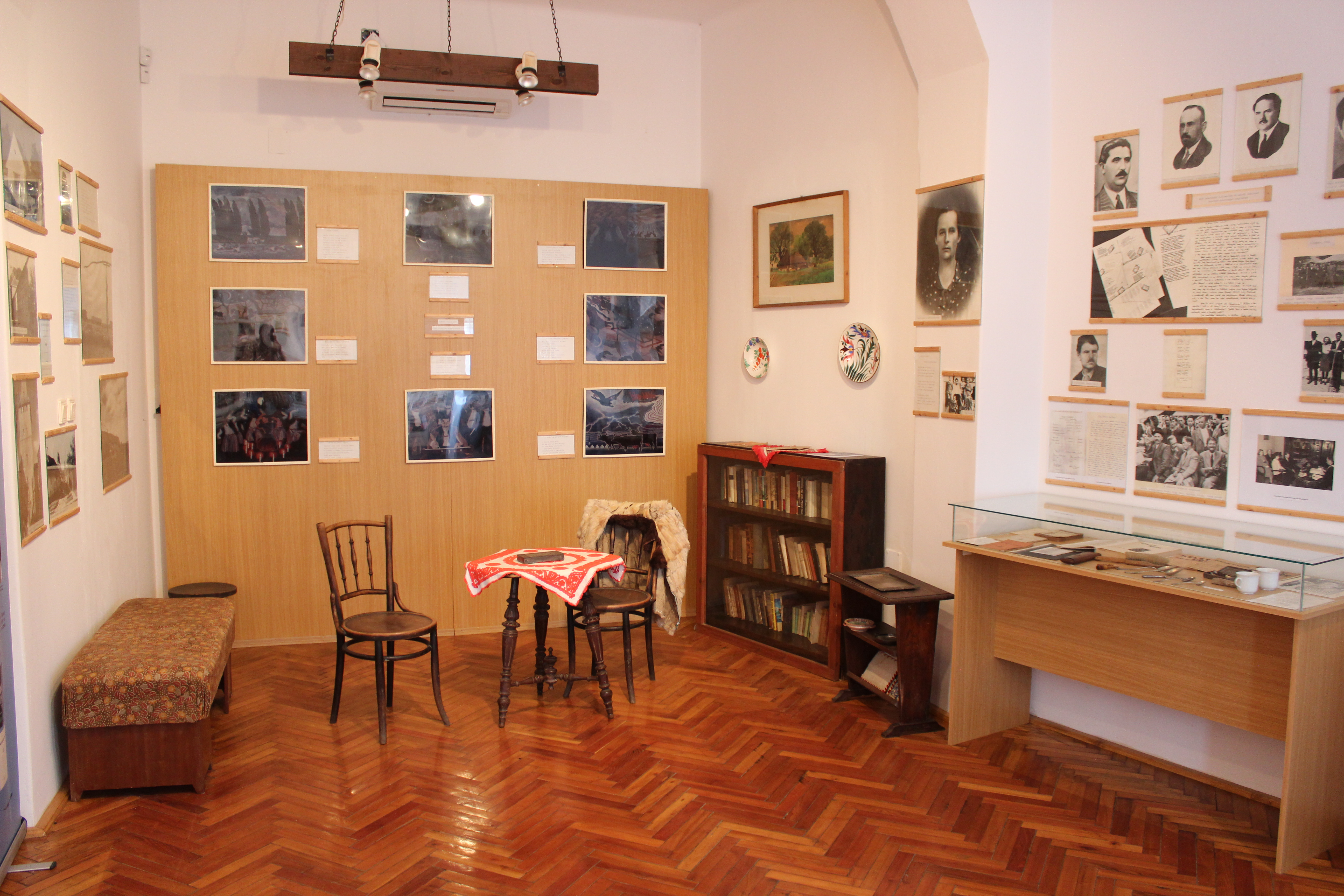
A Sinka kiállítás részlete
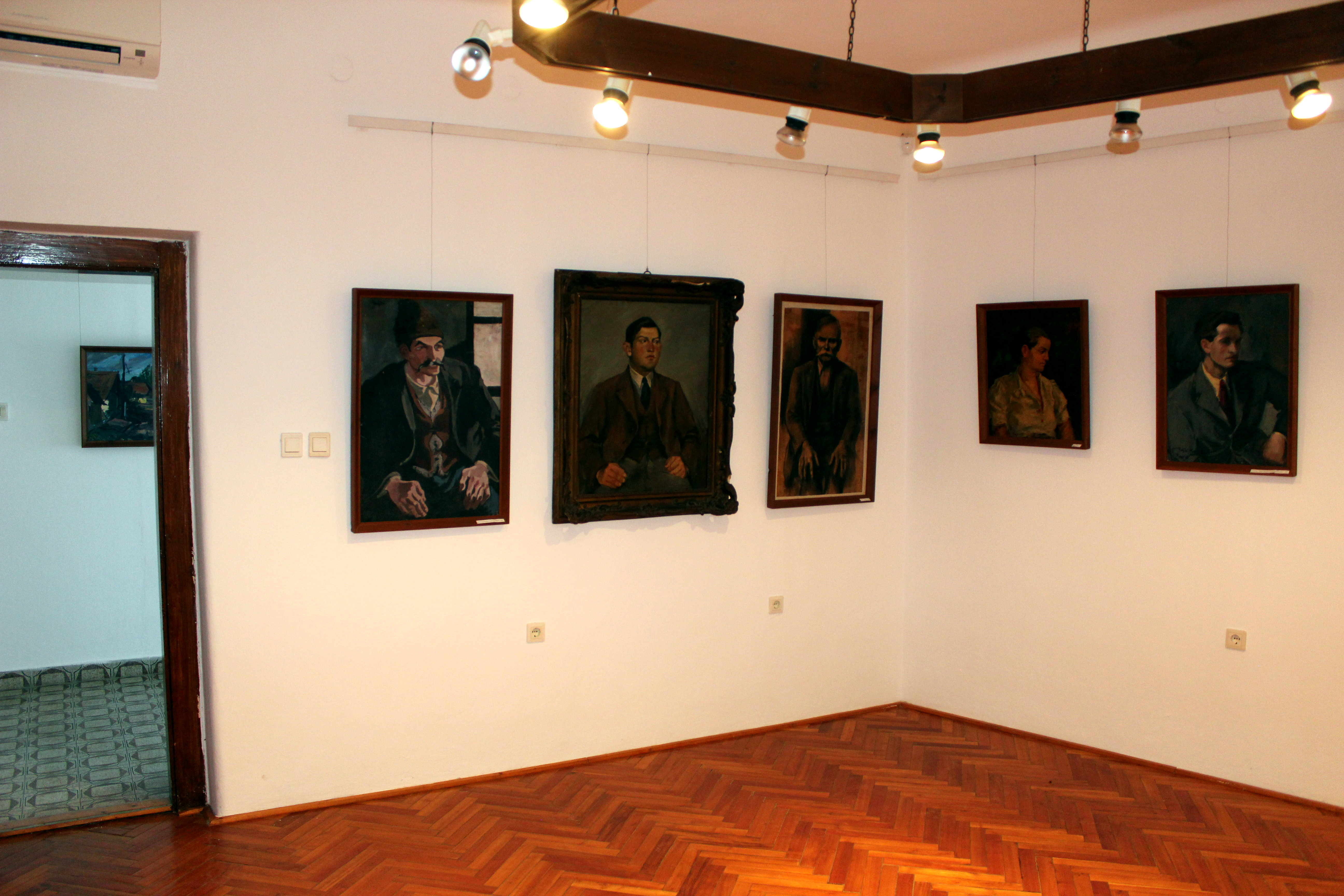
A Metykó kiállítás részlete
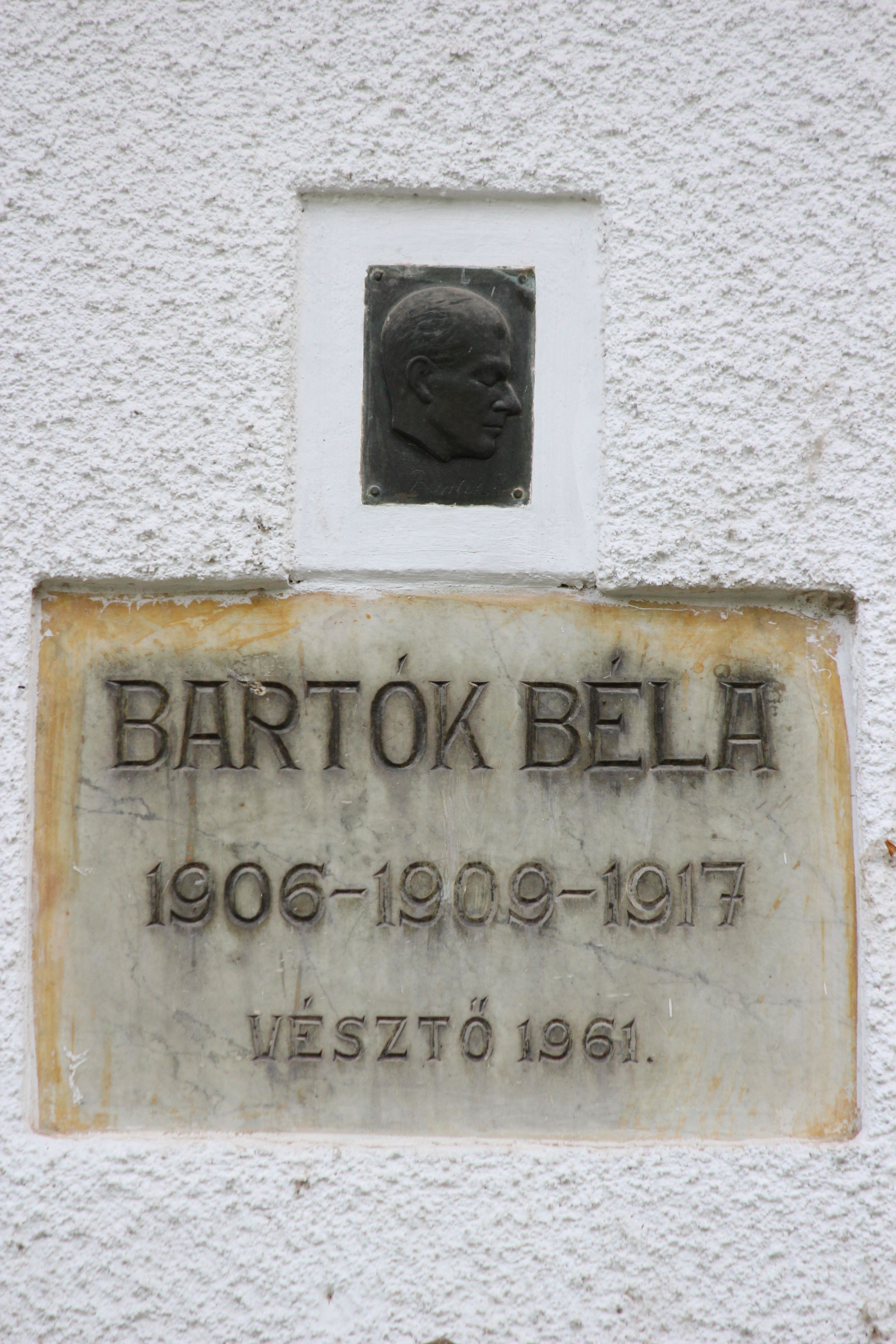
Bartók Béla emléktábla
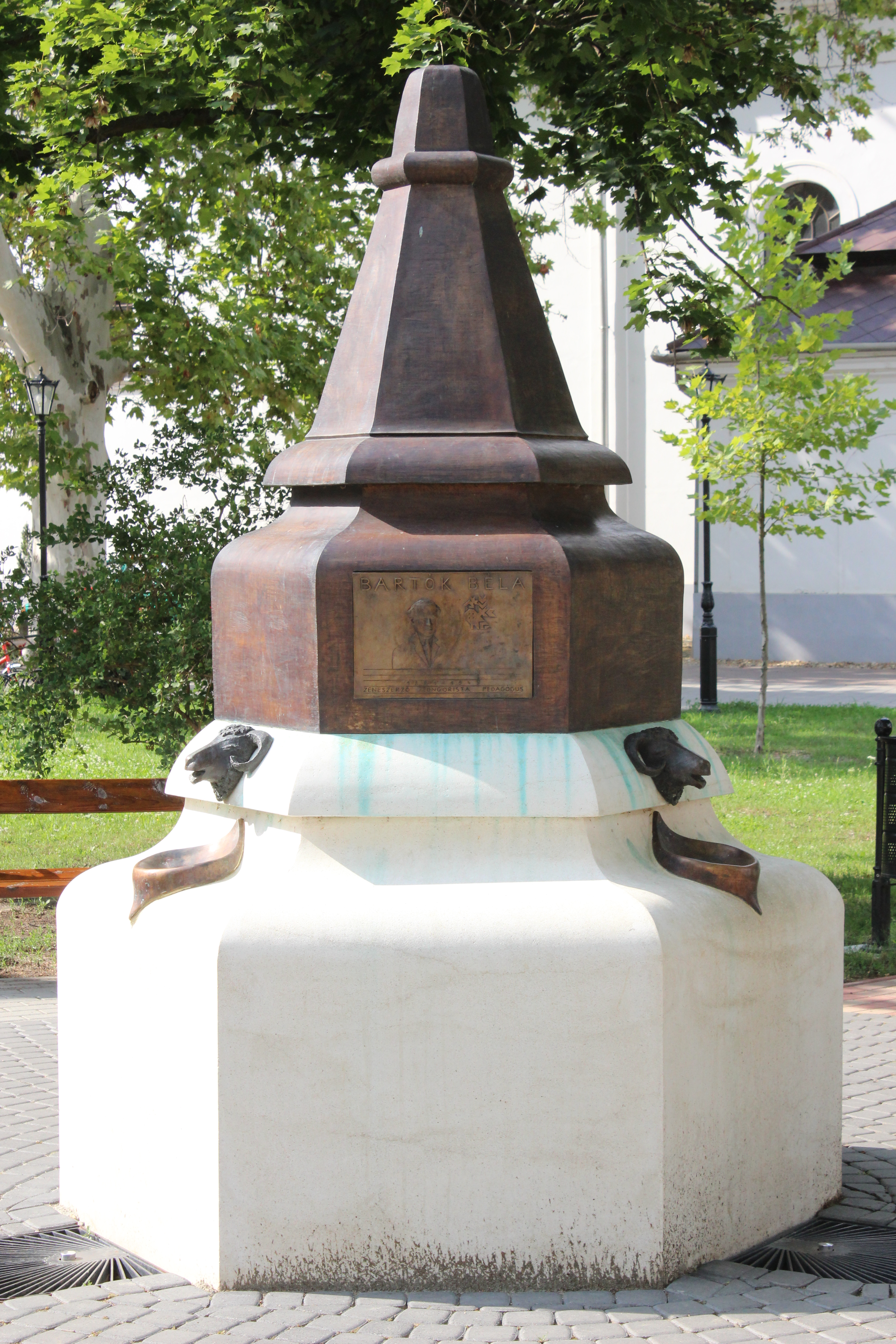
A díszkút
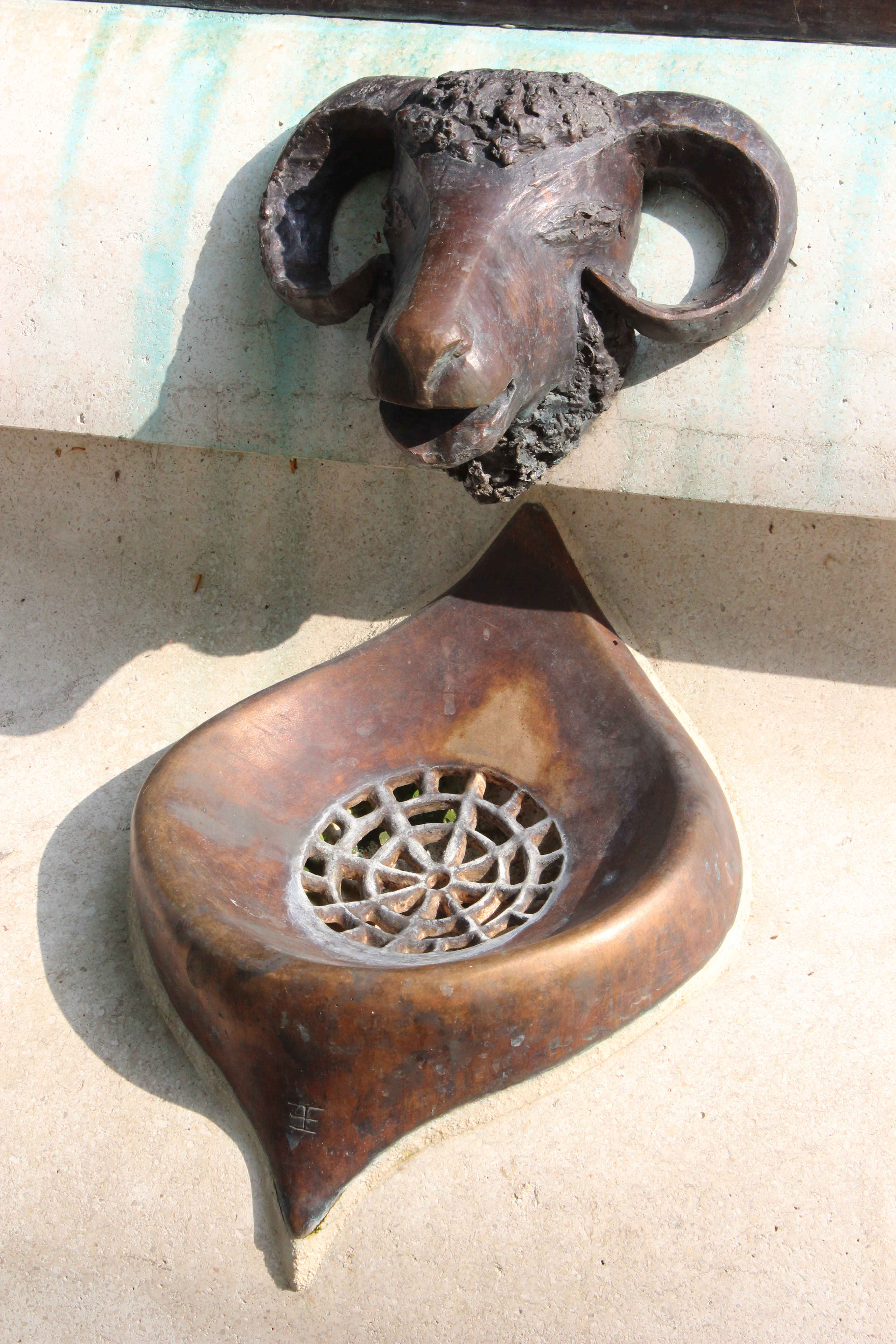
A díszkút részlete
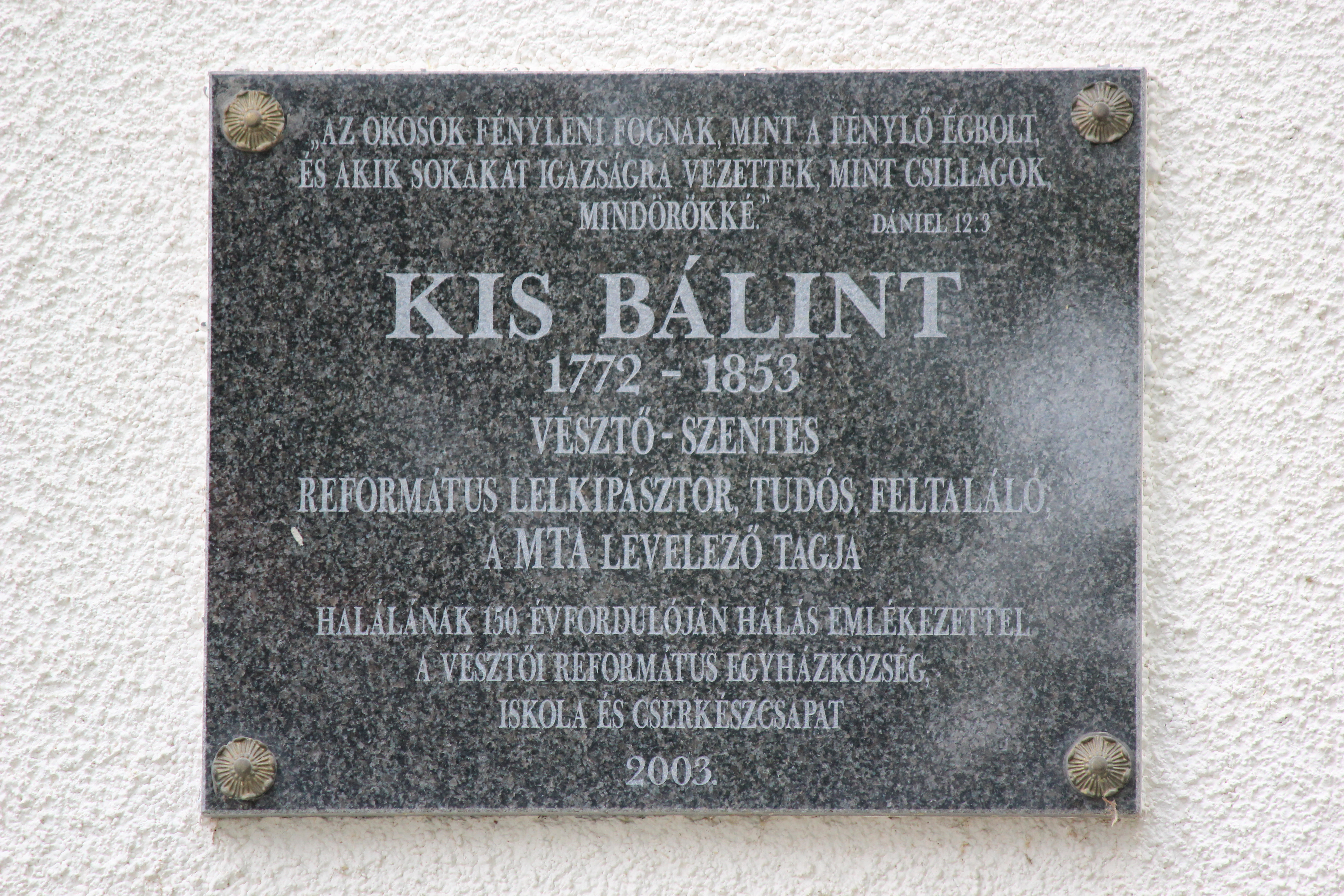
Kiss Bálint emléktábla
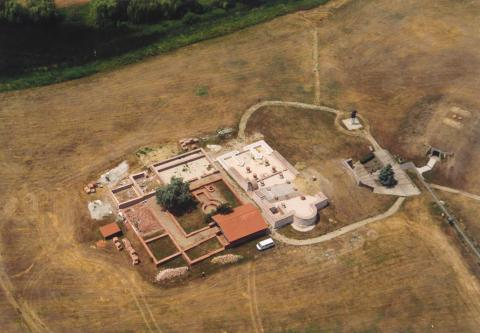
A Csolt-monostor romjai

## Testvérvárosai
- Igazfalva, Románia (1991)
- Székelyszáldobos, Románia (1991)
- Vargyas, Románia (1991)

## Szakirodalmi forrásmunkák a településről
Vésztő története, szerk.: Szabó Ferenc, Nagyközségi Tanács, Vésztő, 1982, ISBN 9630313405
Vésztő képekben, szerk: Molnár Sándor – Deák Balázs, Vejsze Kulturális Egyesület, 2014, ISBN 9789631222807

## Vésztő a szépirodalomban
- Itt játszódik Keszthelyi Zoltán költő Vésztői gépállomás című verse.

## A településen gyűjtött népdalok
| Cím                               | Gyűjtő      | Év   |
| --------------------------------- | ----------- | ---- |
| Sárga csikó, csengő rajta         | Bartók Béla | 1917 |
| Megyen már a hajnalcsillag        | Bartók Béla | 1917 |
| Láttál-e már valaha               | Bartók Béla | 1909 |
| Hej, Vargáné káposztát főz        | Bartók Béla | 1909 |
| Ettem szőlőt, most érik           | Bartók Béla | 1909 |
| Csillag Boris                     | Bartók Béla | 1909 |
| A Vargáék ablaka                  | Bartók Béla | 1909 |
| Este van már, nyolc óra           | Bartók Béla | 1909 |
| Este van már, csillag van az égen | Bartók Béla | 1909 |